# Aartsbisdom Asunción

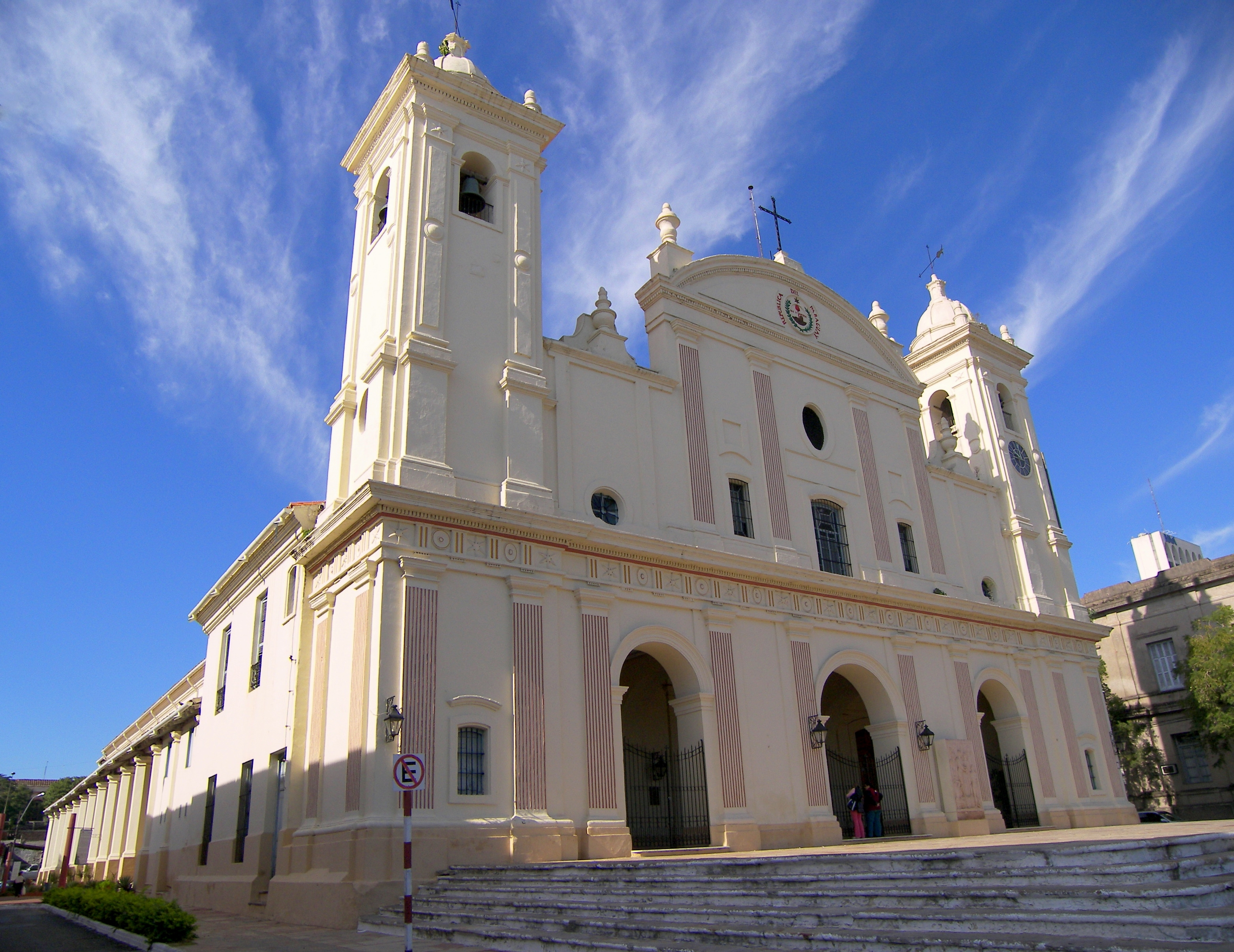
De kathedraal van Asunción

Het aartsbisdom binnen Paraguay

Het aartsbisdom Asunción (Latijn: Archidioecesis Assumptionis) is een rooms-katholiek aartsbisdom met als zetel Asunción in Paraguay.  
Het bisdom Paraguay werd opgericht in 1547. De eerste bisschop was Juan de los Barrios, O.F.M. Obs. In 1929 werd het verheven tot een aartsbisdom onder de naam Asunción.
Asunción heeft elf suffragane bisdommen:
- Benjamín Aceval
- Caacupé
- Carapeguá
- Ciudad del Este
- Concepción
- Coronel Oviedo
- Encarnación
- San Juan Bautista de las Misiones
- San Lorenzo
- San Pedro
- Villarrica del Espíritu Santo

In 2020 telde het bisdom 97 parochies. Het bisdom heeft een oppervlakte van 2.582 km² en telde in 2020 1.982.000 inwoners waarvan 90,5% rooms-katholiek was. 

## Aartsbisschoppen
- Juan Sinforiano Bogarín (1929-1949)
- Juan José Aníbal Mena Porta (1949-1970)
- Ismael Blas Rolón Silvero, S.D.B. (1970-1989)
- Felipe Santiago Benitez Avalos (1989-2002)
- Eustaquio Pastor Cuquejo Verga, C.SS.R. (2002-2014)
- Edmundo Ponziano Valenzuela Mellid, S.D.B. (2014-2022)
- Adalberto Martínez Flores (2022-)

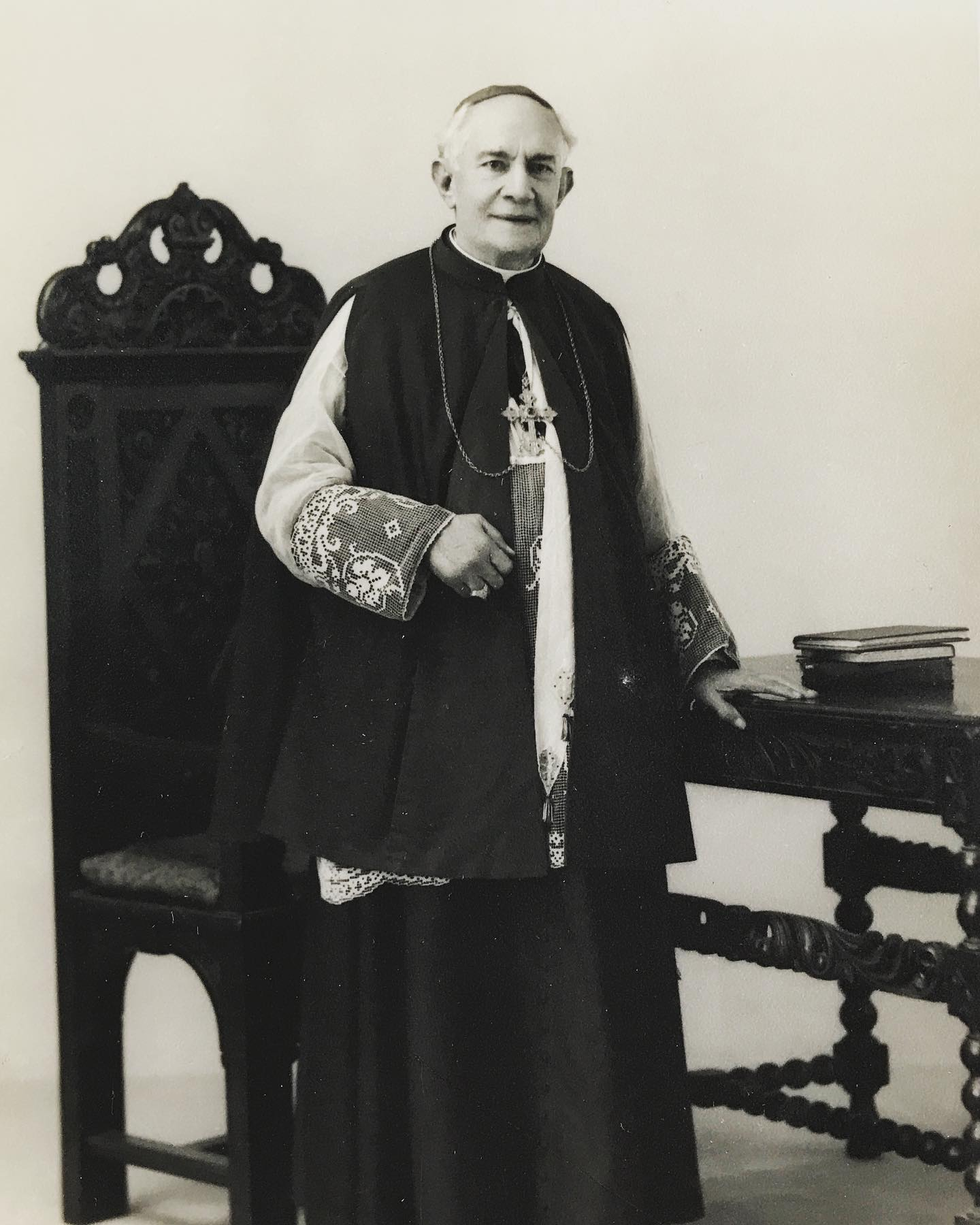
Juan Sinforiano Bogarín
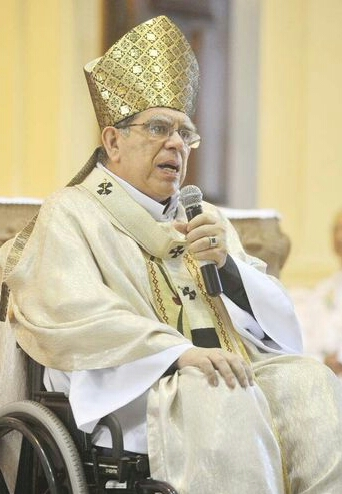
Eustaquio Pastor Cuquejo Verga
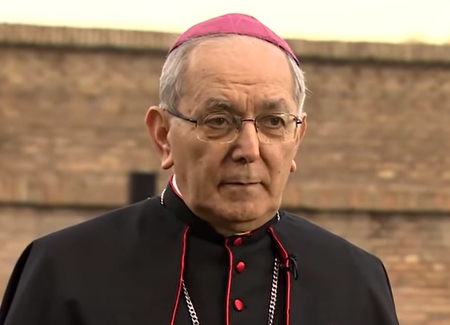
Edmundo Ponziano Valenzuela Mellid
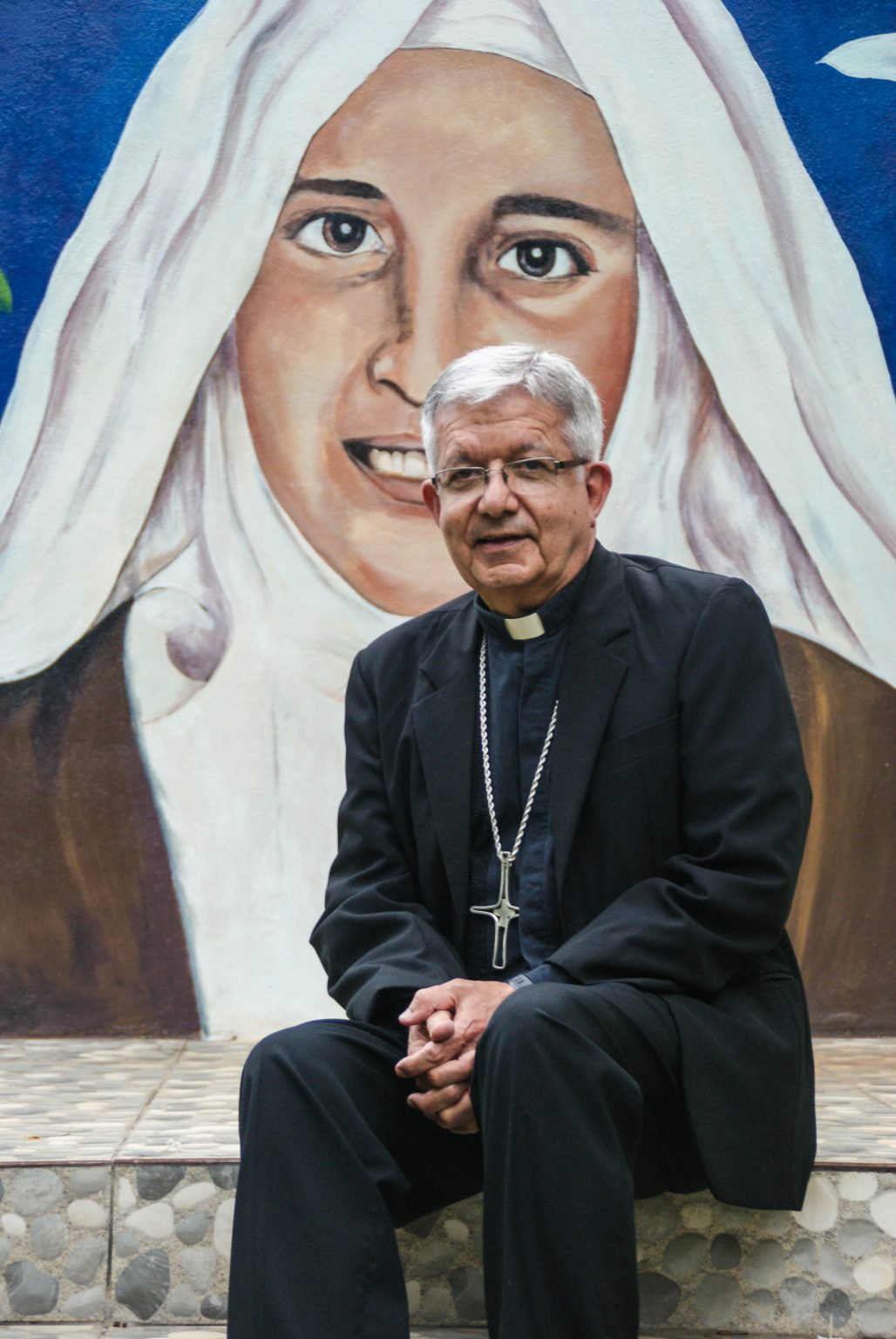
Adalberto Martínez Flores